# Girolamo de' Cori
Girolamo de' Cori (Catabbio, 1597 – Catabbio, 28 giugno 1672) è stato un vescovo cattolico italiano.

## Biografia
Nato intorno al 1597 a Catabbio, presso Semproniano in Maremma, fu canonico della collegiata di Santa Maria di Provenzano a Siena e poi vicario generale della diocesi di Imola durante l'episcopato di Fabio Chigi, futuro papa Alessandro VII.
Il 6 marzo 1656 venne nominato vescovo di Nardò dallo stesso pontefice, e consacrato il 12 marzo seguente dal cardinale Giulio Cesare Sacchetti. Durante il suo periodo, compì la visita pastorale dall'ottobre 1657 al 1663, e fece abbellire la cattedrale di Santa Maria Assunta.
Il 17 giugno 1669 venne trasferito alla diocesi di Sovana, dove curò alcuni restauri della cattedrale.
Morì il 28 giugno 1672 presso la sua villa di Catabbio, e fu sepolto nel duomo di Sovana.

## Genealogia episcopale
La genealogia episcopale è:
- Cardinale Tolomeo Gallio
- Vescovo Cesare Speciano
- Patriarca Andrés Pacheco
- Cardinale Agostino Spinola
- Cardinale Giulio Cesare Sacchetti
- Vescovo Girolamo de' Cori